# Nantes Rezé Métropole Volley 2013-2014
Questa voce raccoglie le informazioni riguardanti il Nantes Rezé Métropole Volley nelle competizioni ufficiali della stagione 2013-2014.

## Organigramma societario
Area direttiva
- Presidente: Thierry Rose

Area tecnica
- Allenatore: Martin Demar
- Allenatore in seconda: Dominique Amans

## Rosa
| N° | Nome                   | Ruolo | Data di nascita   | Nazionalità sportiva |
| -- | ---------------------- | ----- | ----------------- | -------------------- |
| 1  | Blair Bann             | L     | 26 febbraio 1988  | Canada               |
| 2  | Gary Chauvin           | P     | 29 dicembre 1987  | Francia              |
| 3  | Aleš Holubec           | C     | 13 marzo 1984     | Rep. Ceca            |
| 5  | Petelo Malivao         | S     | 2 marzo 1993      | Francia              |
| 7  | Jonas Aguenier         | C     | 28 aprile 1992    | Francia              |
| 8  | Branislav Skladaný     | P     | 16 novembre 1983  | Slovacchia           |
| 9  | Raphaël Mrozek         | S     | 19 ottobre 1987   | Francia              |
| 10 | Jorge Fernández        | C     | 4 maggio 1989     | Spagna               |
| 11 | Jason DeRocco          | S     | 19 settembre 1989 | Canada               |
| 13 | Štefan Chrtianský      | S     | 17 agosto 1989    | Slovacchia           |
| 14 | Ibán Pérez             | S/O   | 13 novembre 1983  | Spagna               |
| 17 | Alexander Shafranovich | S     | 2 aprile 1984     | Israele              |